# Sankt Jakobs Gade
Sankt Jakobs Gade er en ca. 200 m lang gade på Østerbro. Den er en sidegade til Østerbrogade ved Sankt Jakobs Plads over for Sankt Jakobs Kirke og fortsætter mod sydøst til hjørnet af Randersgade og Nordre Frihavnsgade.
Gaden er navngivet omkring 1904 efter kirken, der siden 1876-78 har ligget på den anden side af Østerbrogade. Det er Østerbros første kirke.
Pladsen og dele af gaden er anlagt af den markante bygmester og entreprenør Johan Frederik Adolphsen (1859-1917), der muligvis har spillet en rolle i navngivningen af den nærliggende Gustav ADOLFS Gade.
Alle bebyggelser i gaden har enten høj eller middel bevaringsværdi.
I den fjerneste ende mødes Sankt Jakobs Gade med Randersgade, hvor Lutherkirken ligger. Den vender bagsiden ud mod gaden. I denne ende ligger der flere eksklusive palæagtige ejendomme fra ca. 1900, rigt udsmykket med ornamentik og karnapper. Et af husene hedder ligefrem ”Palæhuset”.
Ejendommene i gaden er eksklusive beboelser i 4-5 etager.
Eneste undtagelse er 4 og 4A, som er en solid murstensejendom. Grunden til, at den ser aparte og fængselsagtig ud, er, at den er bagsiden af en karrébebyggelse, der går ud til Gustav Adolfs Gade. De to gader mødes skævt. Derfor har det krævet lidt opfindsomhed at få huset til at se pænt ud på begge sider.
Gaden er blind i nordenden, hvor den ender i Sankt Jakobs Plads med pariserstemning og cafeer, og er afgrænset af et femetages barokinspireret hus. Gaden drejer i modsætning til de øvrige gader i kvarteret mod sydøst. Det skyldes, at kommunen ønskede at etablere en diagonal forbindelse mellem Fælledparken og Frihavnen. Derfor blev der i 1890’erne fastlagt en vej- og bygningsplan, der indbefattede Sankt Jakobs Gade og Plads.
I gaden lå der i 50’erne småindustri, bl.a. en sølvsmed (nr. 5 i kælderen), en cigarhandler og frisør (i nr. 7, st.), maskinfabrikken Vesuv (nr. 9 i kælderen), en plisséforretning (11 st.), en skræddermester og mejeriet Stevns (14 i kælderen), Dansk Smalfilmklub (18) og en marmeladefabrik (20 st.).
Københavns Telefonkiosker havde deres værksted i nr. 4, hvor der også var værksted for både Sporvognsreklamen A/S og Jernbanereklamen A/S.

## Nævneværdige bygninger i gaden
På hjørnet af Skt. Jakobs Plads og Østerbrogade boede tegneren Arne Ungermann .
På pladsen (i nr. 6, 2. sal) havde baron A. Reedtz-Thott adresse bl.a. i 50’erne.
- Nr. 7: Opført 1907 og er et fint eksempel på nationalromantik.

- Nr. 15: Her havde graveren fra Sankt Jakobs Kirke sin adresse.